# Guilherme Frederico de Brandemburgo-Ansbach
Guilherme Frederico de Brandemburgo-Ansbach (8 de janeiro de 1686 - 7 de janeiro de 1723) foi um marquês de Brandemburgo-Ansbach entre 1703 e a sua morte em 1723. Era irmão mais novo de Carolina de Ansbach e, assim, cunhado do rei Jorge II da Grã-Bretanha.

## Biografia
Guilherme Frederico nasceu em Ansbach em 1686, filho do marquês João Frederico de Brandemburgo-Ansbach e da sua segunda esposa, a duquesa Leonor Edmunda de Saxe-Eisenach. Os seus dois meios-irmãos mais velhos, os marqueses Cristiano Alberto e Jorge Frederico II, morreram solteiros e sem descendência.
Guilherme casou-se com a sua prima direita, a duquesa Cristiana Carlota de Württemberg-Winnental, de quem teve dois filhos. Morreu em Unterreichenbach e foi sucedido pelo seu filho, Carlos Guilherme Frederico, conhecido como o "Marquês Selvagem".

## Descendência
1. Carlos Guilherme Frederico de Brandemburgo-Ansbach (12 de maio de 1712 - 3 de agosto de 1757), casado com a princesa Frederica Luísa da Prússia; com descendência.

## Genealogia
| Guilherme Frederico de Brandemburgo-Ansbach | Pai: João Frederico de Brandemburgo-Ansbach | Avô paterno: Alberto II de Brandemburgo-Ansbach     | Bisavô paterno: Joaquim Ernesto de Brandemburgo-Ansbach |
| Guilherme Frederico de Brandemburgo-Ansbach | Pai: João Frederico de Brandemburgo-Ansbach | Avô paterno: Alberto II de Brandemburgo-Ansbach     | Bisavó paterna: Sofia de Solms-Laubach                  |
| Guilherme Frederico de Brandemburgo-Ansbach | Pai: João Frederico de Brandemburgo-Ansbach | Avó paterna: Sofia Margarida de Oettingen-Oettingen | Bisavô paterno: Joaquim Ernesto de Oettingen-Oettingen  |
| Guilherme Frederico de Brandemburgo-Ansbach | Pai: João Frederico de Brandemburgo-Ansbach | Avó paterna: Sofia Margarida de Oettingen-Oettingen | Bisavó paterna: Ana Sibila de Solms-Sonnenwalde         |
| Guilherme Frederico de Brandemburgo-Ansbach | Mãe: Leonor Edmunda de Saxe-Eisenach        | Avô materno: João Jorge I de Saxe-Eisenach          | Bisavô materno: Guilherme de Saxe-Weimar                |
| Guilherme Frederico de Brandemburgo-Ansbach | Mãe: Leonor Edmunda de Saxe-Eisenach        | Avô materno: João Jorge I de Saxe-Eisenach          | Bisavó materna: Leonor Doroteia de Anhalt-Dessau        |
| Guilherme Frederico de Brandemburgo-Ansbach | Mãe: Leonor Edmunda de Saxe-Eisenach        | Avó materna: Joaneta de Sayn-Wittgenstein           | Bisavô materno: Ernesto de Sayn-Wittgenstein-Sayn       |
| Guilherme Frederico de Brandemburgo-Ansbach | Mãe: Leonor Edmunda de Saxe-Eisenach        | Avó materna: Joaneta de Sayn-Wittgenstein           | Bisavó materna: Luísa Juliana de Erbach-Erbach          |